# Belle Starr (seriealbum)
Belle Starr är ett Lucky Luke-album från 1995. Det är det 65:e albumet i ordningen, och har nummer 69 i den svenska utgivningen.

## Handling
Lucky Luke anländer till Fort Smith, Arkansas med brottslingen Bart Grimpel, för att få honom dömd. Grimples borgen betalas dock i sista stund av den aktade stadsbon madame Belle Starr, som snart lämnar domstolen i sällskap med Grimpel.
Luke får reda på att det är en ofta upprepat scenario och bestämmer sig för att undersöka Starr. Hon visar sig dock vara en av de svåraste utmaningar Luke har ställts inför, och till sin hjälp har hon flera av Lukes gamla bekanta: Billy the Kid, Jesse James, och Daltonbröderna samt deras mor.

## Svensk utgivning
- Morris; Fauche, Xavier (översättare: Per A J Andersson) (1995). Belle Star. Lucky-serien: 69. Malmö: Egmont Serieförlaget. Libris 7674682. ISBN 91-7912-628-6
- I Lucky Luke – Den kompletta samlingen ingår albumet i "Lucky Luke 1995-1996". Libris 10528418. ISBN 978-91-7134-536-3